# قلب الظلام
قلب الظلام (بالإنجليزية: Heart of Darkness)‏ رواية قصيرة للروائي البولندي البريطاني جوزيف كونراد كتبها في 1902. تحكي الرواية عن رحلة إلى نهر الكونغو في دولة الكونغو الحرة، في قلب إفريقيا، من خلال راوي القصة مارلو. يقص مارلو قصته لإصدقائه على متن قارب يرسو في نهر التايمز في لندن، المملكة المتحدة. هذا المحيط يجهز إطار لقصة مارلو مع تاجر العاج كيرتز، والتي تُمكن جوزيف كونراد من خلق مقارنة بين لندن وإفريقيا كأماكن ظلام.
الفكرة الرئيسية لعمل كونراد هو أنه ليس هناك فارق كبير بين ما يسمى بالشعوب المتحضرة وهؤلاء الذين وصفوا بالمتوحشين، وقد أثارت الرواية تساؤلات هامة حول الإمبريالية والعنصرية. وتحكي الرواية أيضا عن المجتمع الاستعماري والمجتمعات المستعمرة، وعن فساد الإنسان. أًخرجت الرواية فيلماً أخرجه فرانسيس فورد كوبولا للسينما بعنوان القيامة الآن.
نُشرت الرواية بالأصل كقصة من ثلاثة أجزاء في مجلة بلاكوود بالإنجليزية (Blackwood's Magazine)، ورواية قلب الظلام كانت قد نُشرت وتُرجمت إلى العديد من اللغات بأشكال مختلفة. في عام 1998، وضعت المكتبة الحديثة بالإنجليزية (Modern Library) رواية قلب الظلام في المرتبة السابعة والستبن من بين أفضل مائة رواية باللغة الإنجليزية في القرن العشرين.
تتكون هذه الرواية من ثلاثة فصول.
ترجم هذه الرواية إلى العربية هاني سمير يارد عام 1998 تحت عنوان «قلب الظلمة». صدرت ترجمة منقحة للمترجم نفسه في تشرين أول / أكتوبر 2013 تحت عنوان «قلب ظلمات».
وصدرت ترجمة لها عام (2018)، عن دار التكوين، سوريا، ترجمة الدكتور مالك سلمان، تحت عنوان «قلب الظلمة».

## ملخص الرواية
على متن القارب نيلي، الراسي في نهر التايمز بالقرب غريفسند، إنجلترا، تشارلز مارلو يحكي لزملائه البحارة حول الأحداث التي أدت إلى تعيينه في منصب قبطان باخرة في شركة لتجارة العاج. ويصف مروره على السفن أسفل الساحل الأفريقي ومن ثم من المحطة الداخلية إلى الخارجية للشركة، الذي صدم مارلو باعتباره مسرحا للدمار: فهي غير منظمة بشكل كبير وقطع غيار الآلات المنتشرة هنا وهناك. تُنَفَّذ تفجيرات هدم لا تخدم أي غرض واضح بصورة دورية. رجال سود أصليين مربوطين بسلاسل معا، مهملين، مضعفين المعنويات، وحرفيا يعملون حتى الموت، ويمشي بجانبهم عامل آخر من السكان الأصليين يعمل حارسا، يرتدي الزي العسكري ويحمل بندقية. في هذه المحطة مارلو يلتقي محاسب الشركة الذي يقول له عن السيد كورتز، موضحا أن كورتز يحظى باحترام واسع، وأنه وكيل من الدرجة الأولى الذي يجلب مزيدا من العاج للشركة يساوي ما يجلبه كل من الوكلاء الآخرين مجتمعة.

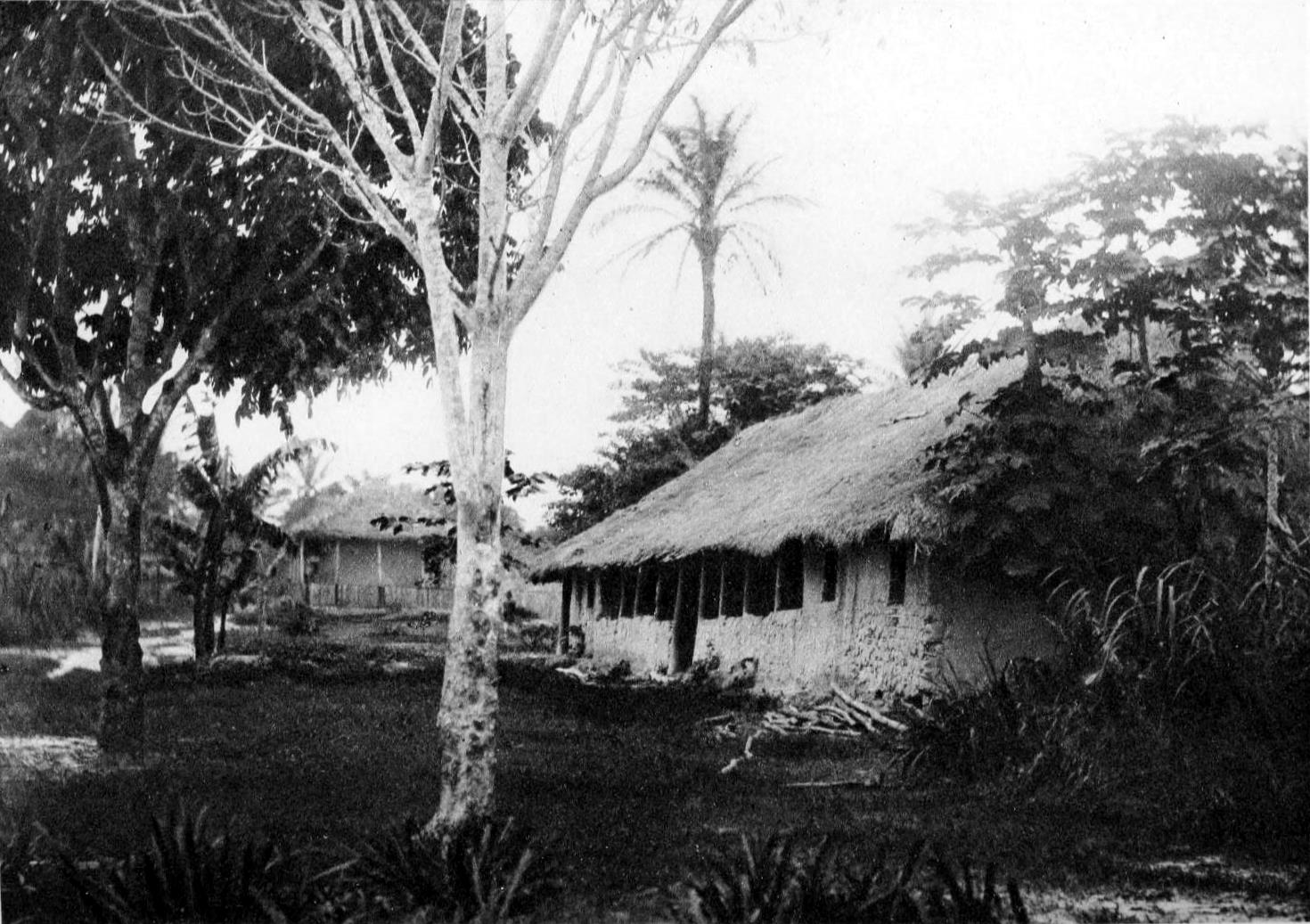
المحطة البلجيكية القديمة على نهر الكونغو، 1889

يغادر مارلو مع القافلة للسفر على الأقدام ما يقارب مائتي ميل في عمق الصحراء إلى المحطة المركزية، حيث يوجد الباخرة التي أصبح قبطانها. عندما وصل، شعر بالصدمة لمعرفة أن الباخرة كانت قد تحطمت قبل يومين. ويوضح المدير أنهم حاولوا أخذ الباخرة إلى أعلى النهر بسبب شائعات بأن محطة مهمة كانت في خطر وأن رئيسها، السيد كورتز، كان مريضا. يصف مارلو رجال الشركة في هذه المحطة بالكسالى، ممتلئين بالحسد والجشع، كل واحد يسعى لكسب مكانة أعلى داخل الشركة، والتي من شأنها أن توفر ربح شخصي أكثر. ومع ذلك، فإنهم يسعون لهذه الأهداف بطريقة لا معنى لها، غير فعالة وكسولة، ويستشعر مارلو بأنهم كلهم فقط ينتظرون، بينما يحاولون البقاء بعيدا عن أي أذى. بعد الخروج من النهر، شعر مارلو بالإحباط بسبب الأشهر التي تلزم لإجراء الإصلاحات اللازمة، والتي أصبحت جميعها أبطأ بسبب عدم وجود الأدوات المناسبة وقطع الغيار في المحطة. خلال هذا الوقت، علم مارلو أن كورتز بعيد كل البعد عن الاحترام. ولم يكن مركز كورتز في المحطة الداخلية قد تعرض للحسد فقط، بل إن المشاعر بدت وكأن كورتز لا يستحق هذا المركز، ولم يحصل على التعيين إلا من خلال علاقاته الأوروبية.

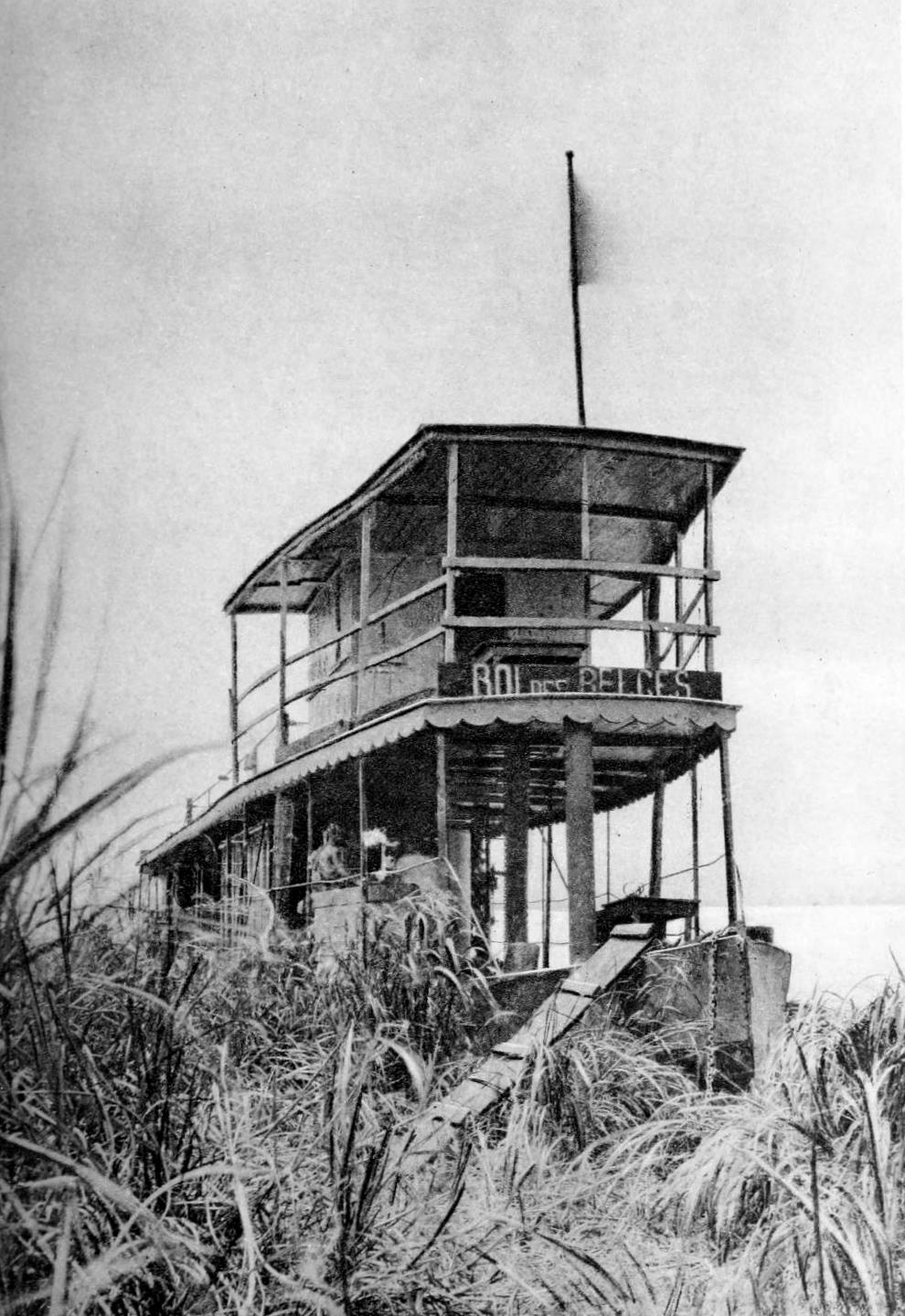
The Roi des Belges ("King of the Belgians"—French), the Belgian riverboat Conrad commanded on the upper Congo, 1889

الرحلة إلى محطة كورتز تستغرق شهرين إلى اليوم. على القارب مدير وثلاثة أو أربعة من«الحجاج» ونحو عشرين من «أكلة لحوم البشر» الأصليين جندوا طاقم. يتوقف القارب لفترة وجيزة قرب كوخ مهجور على ضفة النهر، حيث يجد مارلو كومة من الخشب ومذكرة تشير إلى أن الخشب هو لهم، وأنهم ينبغي أن يمضوا بسرعة ولكن بحذر لأنهم اقتربوا من المحطة الداخلية.
الرحلة تتوقف بشكل مؤقت ليلا على بعد حوالي ثمانية أميال تحت المحطة الداخلية. في الصباح يوقظ الطاقم ليجدوا بأن القارب يلفه ضباب أبيض كثيف. من ضفة النهر يسمعون صرخة مدوية جدا، تليها ضجة صاخبة. وبعد بضع ساعات، أصبحت الملاحة الآمنة صعبة على نحو متزايد، هوجمت الباخرة بوابل من السهام الصغيرة من الغابات. أطلق «الحجاج» النار بشكل عشوائي في الأدغال من بندقية وينشستر، والربان يتخلى عن توجيه الدفة ويلتقط بندقية ويطلق النار معهم. يمسك مارلو دفة السفينة لتجنب العقبات في النهر. ويصاب الربان برمح ويقع عند قدمي مارلو. مارلو يشغل صفارة الباخرة مرارا وتكرارا، مما أخاف المهاجمين وتسبب في إيقاف وابل السهام. مارلو و«حاج» يشاهدا الربان يموت، ويجبر مارلو «الحاج» على أن يأخذ الدفة حتى يتمكن من قذف حذائه الغارق في الدماء خارج القارب. مارلو وبقية الطاقم يفترضون (عن طريق الخطأ) أن السيد كورتز قد ماتت. في ومضة إلى الأمام، يذكر مارلو أن الجمعية الدولية لقمع الجمارك الوحشية قد كلفت كورتز لكتابة تقرير، وهو ما فعله ببلاغة. في حاشية مكتوبة بخط اليد، أضيفت على ما يبدو في وقت لاحق من قبل كورتز، تنص على «إبادة جميع المتوحشون!» ويعبر مارلو عن أنه لا يعتقد أن كورتز كان يستحق الأرواح التي أزهقت في محاولة للعثور عليه. بعد ارتداء زوج من النعال، يعود مارلو إلى الدفة ويستأنف القيادة. وبحلول ذلك الوقت كان المدير هناك، ويعبر عن رغبة قوية في العودة إلى الوراء، ولكن في تلك اللحظة المحطة الداخلية تبرز للعيان.
في محطة كورتز يرى مارلو رجل على ضفة النهر يلوح بذراعه، ويحثهم على الهبوط. بسبب تعبيراته وإيماءاته، وجميع البقع الملونة على ملابسه، بين التي أسكن ممتلكاتهم، ذكره الرجل مارلو بمهرج. الحجاج، المدججين بالسلاح، يرافقون المدير إلى الشاطئ لاسترداد السيد كورتز. الرجل الشبيه بالمهرج يركب الباخرة، ليتضح أنه المتجول الروسي الذي حدث ضل الطريق فدخل في مخيم كورتز. ويوضح أنه كان قد غادر الغابة والملاحظة في الكوخ المهجور. من خلال محادثة مارلو يكتشف مدى وحشية كورتز، وكيف أن المواطنين يعبدونه، وكم كان مريضا في الآونة الأخيرة. الروسي معجب كورتز لعقله ورؤيته للحب والحياة، والعدالة، ويقترح بأن يكون كورتز شاعرا. يروي كيف فتح كورتز عقله، ويبدو أنه يعجب به حتى لسلطته - واستعداده لاستخدامها. مارلو، على الجانب الآخر، يقترح مارلو أن كورتز قد جن.
من الباخرة، من خلال التلسكوب، يلاحظ مارلو المحطة بالتفصيل وهو مندهش لرؤية صف من العواميد تعتليها رؤوس مقطوعة للسكان الأصليين بالقرب من منزل. بالقرب من زاوية المنزل، يظهر المدير مع «الحجاج»، يحملون كورتز على نقالة بدائية. تمتلئ المنطقة بالمواطنين، على استعداد لمعركة، ولكن كورتز يصرخ شيئا من النقالة، ويتراجع السكان الأصليين إلى الغابة.يحمل «الحجاج» كورتز إلى الباخرة ويضعونه في إحدى الحجرات، حيث هو والمدير كان لهم محادثة خاصة. يشاهد مارلو امرأة جميلة من السكان الأصليين تسير في خطوات محسوبة على طول الشاطئ وتتوقف بجانب الباخرة. ترفع ذراعيها فوق رأسها ثم تمشي مرة أخرى إلى الأدغال. يسمع مارلو كورتز يتجادل مع المدير، مدّعياً أن عمله في المحطة الداخلية لم ينتهي بعد وأن الشركة تتدخل في خططه. عندما يخرج المدير من المقصورة يسحب مارلو جانبا ويخبره أن كورتز أضر أعمال الشركة في المنطقة، وأن أساليبه «غير سليمة». وفي وقت لاحق، يكشف الروسي بانه يعتقد ان الشركة تريد قتله وإزالة كورتز من المحطة، ويؤكد مارلو أن الإعدام شنقا تم مناقشته. ثم يبلغ الروسي مارلو أن كورتز قد أمر السكان الأصليين بمهاجمة الباخرة، على أمل أن الرجال في الشركة تتخلى عن مهمتها لعزله. يصر الروسي على أنه يجب مغادرة البلاد فورا، مشيرا إلى زورق في انتظاره، وقبل أن يغادر يذكر كم كان جميلا سماع كورتز يلقي الشعر.
بعد منتصف الليل، يكتشف مارلو أن كورتز قد غادر مقصورته على الباخرة، وعاد إلى الشاطئ. يذهب مارلو إلى الشاطئ ويجد كورتز ضعيفا جدا يزحف في طريق عودته إلى البيت، ولكن ليس أضعف من أن يدعو المواطنين الأصليين للحصول على المساعدة. يهدد مارلو كورتز إن أثار أي إنذار، ولكن كورتز فقط يندب أنه لم ينجز أكثر في المنطقة. قدر مارلو حالته الخطيرة، وعندما بدأ كورتز بلهجة تهديديه، يتدخل مارلو بأن «نجاحه في أوروبا مضمون في أي حالة». عند ذلك، يسمح كورتز لمارلو بإعادته إلى الباخرة. في اليوم التالي كانوا يستعدون لرحلة العودة إلى أسفل النهر. المواطنين الأصليين، بما في ذلك امرأة ترتدي لباسا مزخرفا، تجمعوا مرة أخرى على الشاطئ وبدؤوا في الصراخ بصورة غامضة. يلاحظ «الحجاج» يجهزون بنادقهم، ويستعمل مارلو صفارة الباخرة مرارا وتكرارا لتفريق حشد المواطنين الأصليين. فقط المرأة تبقى بلا حركة، بأذرع ممدودة. ويفتح «الحجاج» النار لما كان التيار المائي يحملهم بسرعة معه.
تسوء صحة كورتز في رحلة العودة، ومارلو نفسه يصبح مريضا على نحو متزايد. تتعطل الباخرة وحين توقفت لإجراء إصلاحات، يعطي كورتز مارلو حزمة من الأوراق، بما في ذلك تقريره المكلف به وصورة، وقال له بأن يبعدهم عن المدير. عندما تحدث مارلو معه في المرة التالية، كان كورتز على وشك الموت. وعند موته، سمعه مارلو يهمس بضعف: «الرعب! الرعب!» يطفئ مارلو الشمعة، ويحاول أن يتصرف وكأن شيئا لم يحدث عندما انضم إلى الآخرين من أفراد الطاقم لتناول العشاء. وبعد فترة قصيرة، يظهر «صبي المدير» ويعلن بلهجة لاذعة: «السيد كورتز - إنه ميت.» في اليوم التالي يولي مارلو القليل من الاهتمام للحجاج وهم يدفنون «شيء ما» في حفرة موحلة. ويصبح مريضا هو نفسه لدرجة الموت.
لدى عودته إلى أوروبا، شعر مارلو بالمرارة والازدراء من العالم «المتحضر». العديد من المتصلين أتوا لاسترداد الأوراق أوكلها كورتز إليه: يقدم مارلو تقريرا بعنوان «قمع الجمارك الوحشية» لممثل الشركة، مع العلم أنه يعرف بأن ممثل الشركة يبحث حقا عن الأوراق التي قد تكشف عن مكان وجود العاج بدلا من دراسة إنسانية، ولكن الرجل رفض الوثيقة. أعط مارلو لرجل آخر، يدعي أنه ابن عم كورتز، رسائل الأسرة ومذكرات ليست ذات أهمية. ثم يقدم التقرير إلى الصحفي للنشر إذا رأه مناسبا. وأخيرا تبقى مارلو مع بعض الرسائل الشخصية وصورة خطيبة كورتز. عندما زارها مارلو كانت ترتدي ملابس بيضاء ومازالت في حداد عميق، على الرغم من مضي أكثر من عام على وفاة كورتز. ضغطت على مارلو للحصول على معلومات، وطلبت منه تكرار كلمات كورتز الأخيرة، التي هي في الواقع «الرعب! الرعب!». لكن مارلو يكذّب ويقول لها أن كلمته الأخيرة كانت اسمها.

## روابط خارجية
- قلب الظلام على موقع الموسوعة البريطانية (الإنجليزية)